# Teoria del got d'aigua
La teoria del got d'aigua és una doctrina que afirma que en una societat comunista, satisfer els desitjos sexuals i l'amor serà tan senzill i poc important com beure un got d'aigua. La teoria s'associa comunament amb Alexandra Kollontai, encara que aquesta caracterització ignora la complexitat del seu treball teòric. Anatoly Lunacharsky va criticar la teoria en el seu article "Sobre la vida quotidiana: els joves i la teoria del 'Glass of Water'". El lloc de la teoria en el marc ideològic soviètic va ser substituït més tard pels Els dotze manaments sexuals del proletariat revolucionari d'Aron Zalkind.
El 1929 es considera l'any de la fi de la revolució sexual bolxevic i la teoria del got d'aigua com a base. No obstant això, diversos investigadors de la història de la revolució sexual a l'URSS argumenten que la revolució sexual va acabar formalment el 1935 amb la promulgació d'una llei que criminalitzava la pornografia.